# Johannes Kinker
Johannes Kinker, född 1 januari 1764 i Nieuwer-Amstel, död 16 september 1845 i Amsterdam, var en nederländsk filosof och författare.
Kinker var först advokat, beklädde 1817–30 professuren i nederländska språket och litteraturen vid universitetet i Liège och levde sedan i Amsterdam. Hänförd anhängare av Immanuel Kant, försökte han utbreda dennes filosofiska idéer bland sina landsmän, dels i prosaskrifter, dels i tankedigra dikter (samlade i tre band, 1819–21). Senare omfattade han Friedrich von Schellings system. 
Kinkers större filosofiska arbeten är Inleiding eener wijsgeerige algemeene theorie der talen (1817), Brieven over het natuurregt (1823) och Essai sur le dualisme de la raison humaine (två band, 1850–52). Han skrev även tragedier, bland annat De Rots (1789), Almanzor en Zelira (1804) och De Tempelheeren (1805).